# Zemětřesení na Kurilských ostrovech 1963
K zemětřesení na Kurilských ostrovech v roce 1963 došlo 13. října v 05:17 UTC. Zemětřesení mělo magnitudo stupně 8,5 momentové škály a bylo následováno dalším o Mw=7,8 o sedm dní později. Obě zemětřesení vyvolala vlny tsunami, které byly pozorovány v celé severní části Tichého oceánu.

## Příčiny
Kurilské ostrovy tvoří část ostrovního oblouku ležícího nad subdukční zónou, kde se Pacifická deska zasouvá pod lehčí Eurasijskou. Toto oceánsko-kontinentální konvergentní rozhraní je místem mnoha silných megazemětřesení.

## Škody
V souvislosti s těmito zemětřeseními ani jimi vyvolanými vlnami tsunami nebyla zaznamenána žádná zranění ani úmrtí, či větší škody..

## Charakteristika

### Zemětřesení
Zemětřesení se skládalo ze tří samostatných událostí, při nichž se prudce uvolnilo napětí částí desek v délce asi 50 km podél subdukčního rozhraní.

### Tsunami
Tsunami, způsobená zemětřesením 13. října, dosáhla výšky místy až 4,5 metru, na ostrovech Urup a Iturup byla vysoká 4 až 5 metrů. Byla zaznamenána i v Kanadě, Japonsku, Mexiku, na Havaji, Aljašce, v Kalifornii a mnoha ostrovech v severním Pacifiku. Tsunami vyvolaná zemětřesením 20. října byla na několika místech vyšší, s maximem 15 metrů u neobydleného ostrova Urup, ale pozorována byla jen v západní části severního Pacifiku. Sovětské zdroje pozorování významnější vlny tsunami neuvádějí..